# 1983 год в авиации
Список событий в авиации в 1983 году.

## События

### Январь
- 1 января — первый полёт Boeing 757 авиакомпании Eastern Air Lines.
- 30 января — начало деятельности авиакомпании Sun Country Airlines.

### Февраль
- 1 февраля — Боинг объявил о прекращении выпуска самолётов Boeing 727.
- 9 февраля — British Airways начала использовать самолёты Boeing 757.

### Март
- 23 марта — первый полёт американского сверхзвукового стратегического бомбардировщика B-1B Lancer.[1]

### Июнь
- 26 июня — первый полёт Ил-78, самолёта-заправщика на базе Ил-76МД.

### Июль
- 27 июля — первый полёт регионального пассажирского самолёта Embraer EMB 120 Brasilia.

### Без точной даты
- Основана авиакомпания Aircalin.

## Персоны

### Скончались
- 22 марта — Гудков, Михаил Иванович. советский авиаконструктор, один из трёх главных конструкторов истребителя ЛаГГ-3, лауреат Сталинской премии 1 степени (1941).
- 21 апреля — Красовский, Степан Акимович, советский военачальник, маршал авиации, Герой Советского Союза.
- 29 апреля — Анатолий Васильевич Ляпидевский, советский лётчик, первый Герой Советского Союза (1934), генерал-майор авиации (1946).